# Alfondeguilla
Alfondeguilla – gmina w Hiszpanii, w prowincji Castellón, w Walencji, o powierzchni 28,33 km². W 2011 roku gmina liczyła 872 mieszkańców.